# Washingtonie
Washingtonie (Washingtonia) je rod palem. Zahrnuje pouze 2 druhy a je rozšířen na jihozápadě USA a v severozápadním Mexiku. Jsou to vysoké solitérní palmy s dlanitými listy a rozměrnými květenstvími složenými z bělavých oboupohlavných květů. Plodem je nevelká peckovice. Oba druhy jsou v teplejších krajích často vysazovány jako okrasné palmy. Pěstují se i v jižní Evropě.

## Popis
Washingtonie jsou přímé, solitérní, vysoké palmy dorůstající výšky až 25 metrů.
Kmen je robustní, u washingtonie vláknité může dosáhnout průměru až 150 cm, u washingtonie statné je tenčí (do 80 cm). Kmeny jsou částečně nebo zcela pokryté starými bázemi listů a vytrvalými odumřelými listy, tvořícími nápadný lem okolo kmene. Listy jsou dlanitozpeřené, induplikátní, členěné na kopinaté úkrojky s vláknitým okrajem. Hastula na líci listu je nepravidelná, ve stáří s rozedraným a vláknitým okrajem. Řapíky jsou na bázi rozštěpené, se zřetelně ostnitě zubatým okrajem (ve stáří někdy bez zubů).
Květenství jsou latovitá, vyrůstající mezi bázemi listů a přečnívající listovou korunu. Jsou větvená až do 2. řádu a podepřená jedním papírovitým listenem. Květy jsou oboupohlavné, krátce stopkaté, na větvích květenství jednotlivě rozmístěné. Kalich je miskovitý, trojlaločný, koruna ze 3 dlouhých, na bázi srostlých korunních lístků. Tyčinek je 6. Gyneceum je složeno ze 3 plodolistů, které jsou na bázi volné a v horní části srostlé. Čnělka je jediná, dlouhá a úzká, zakončená nenápadnou bliznou. Plodem je černá, hladká, elipsoidní peckovice s tenkým dužnatým mezokarpem a tenkým endokarpem. Semena jsou elipsoidní, s homogenním endospermem.

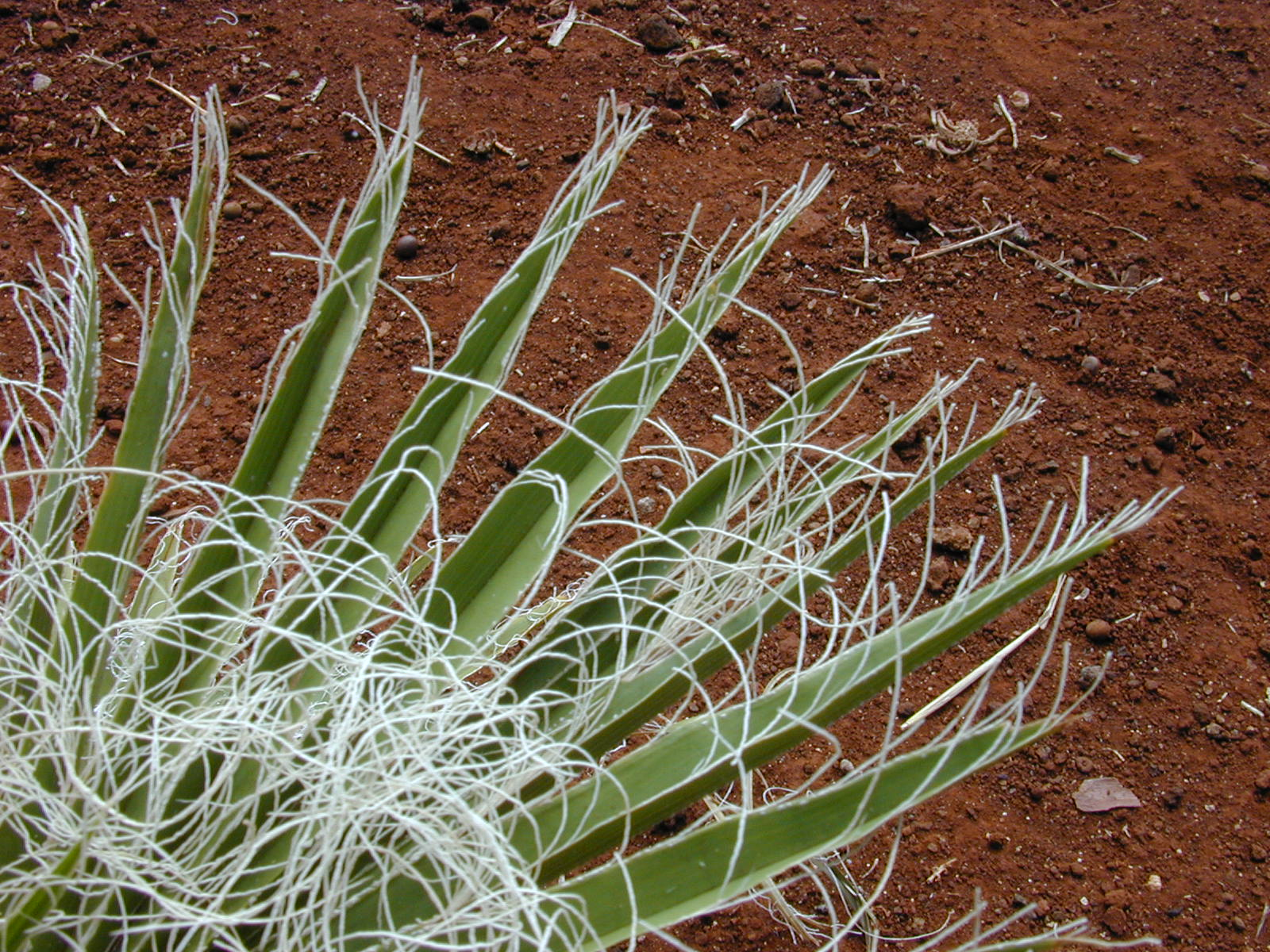
List washingtonie statné
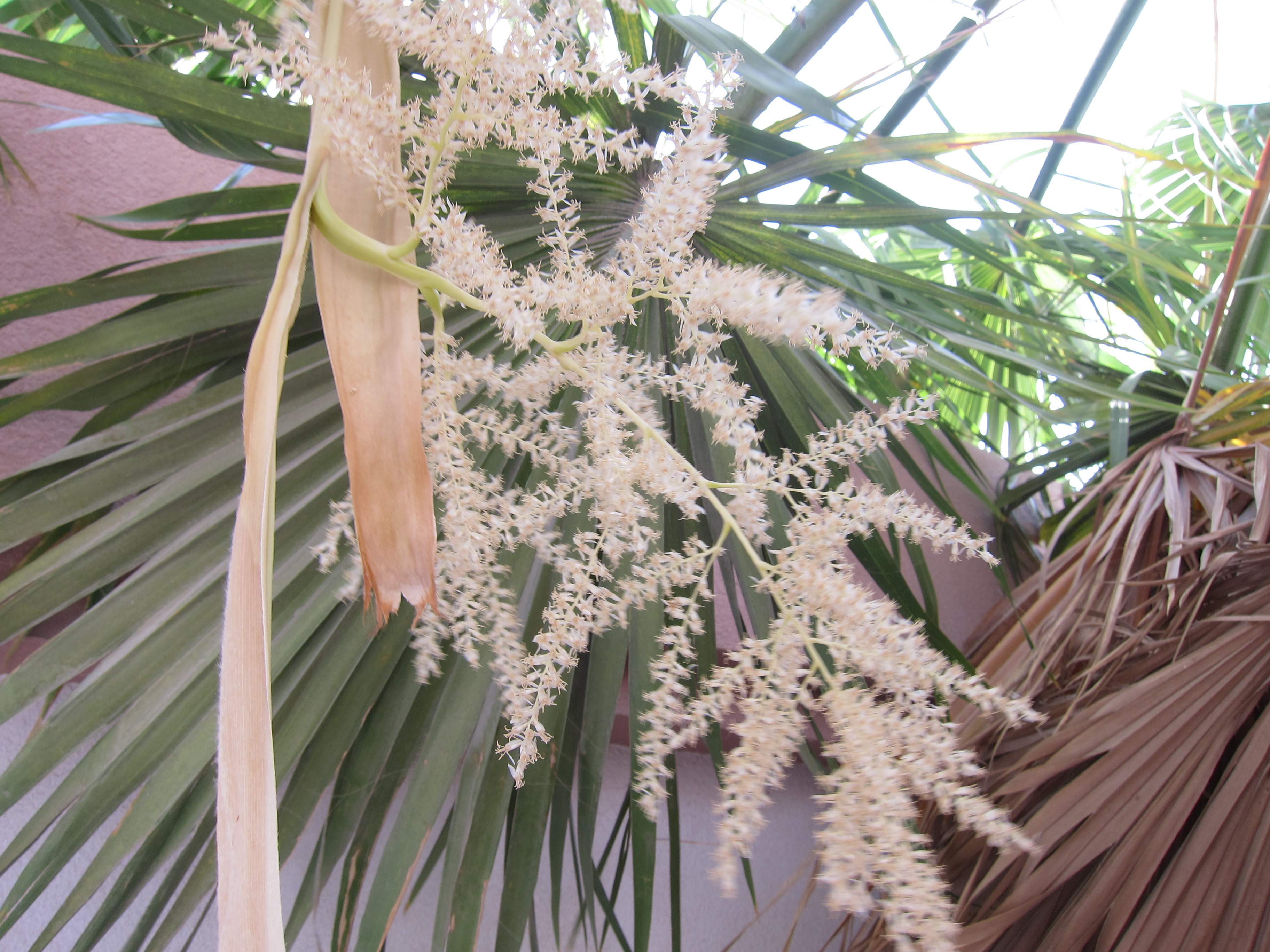
Květenství washingtonie vláknité
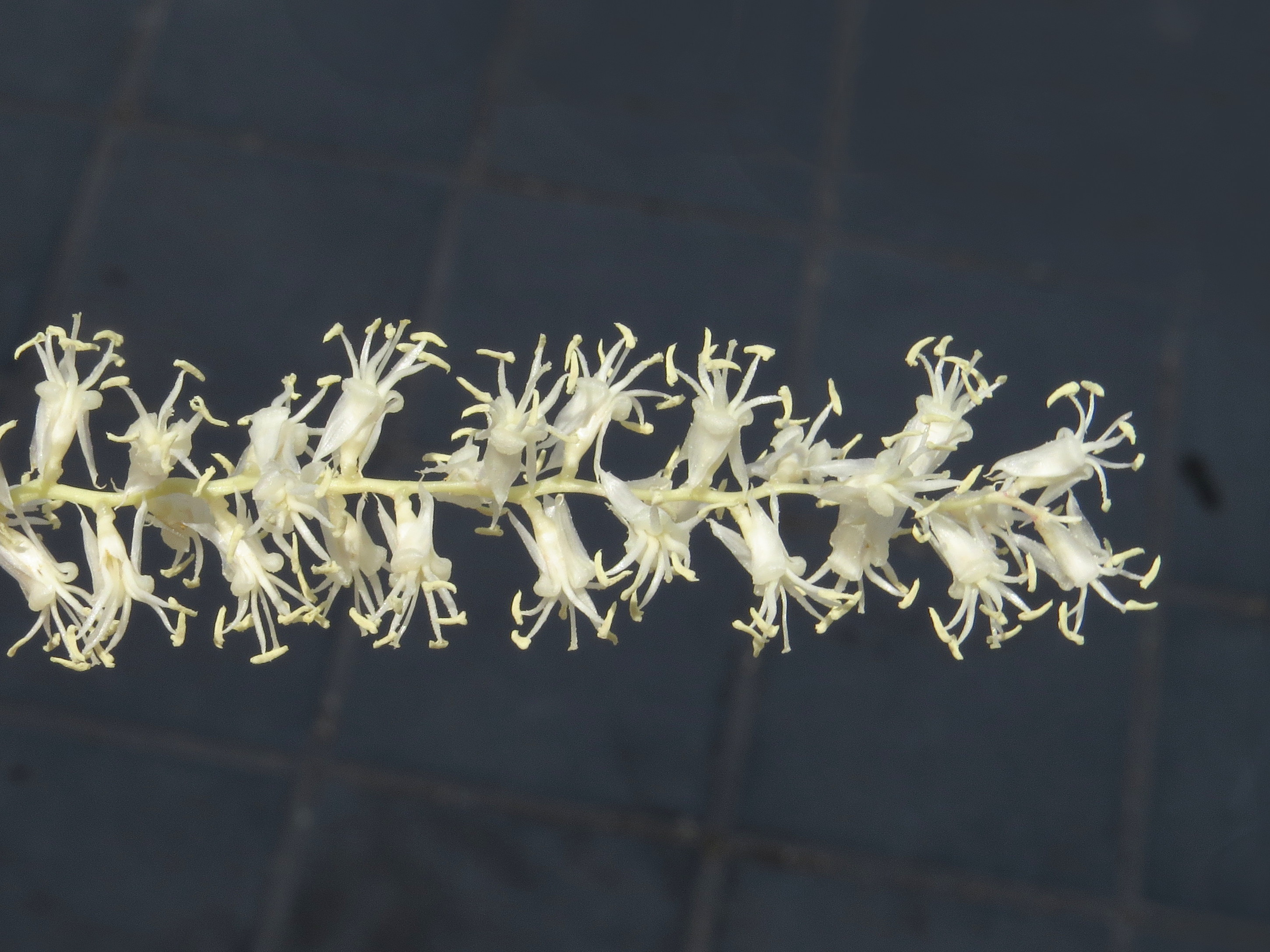
Detail květenství washingtonie statné
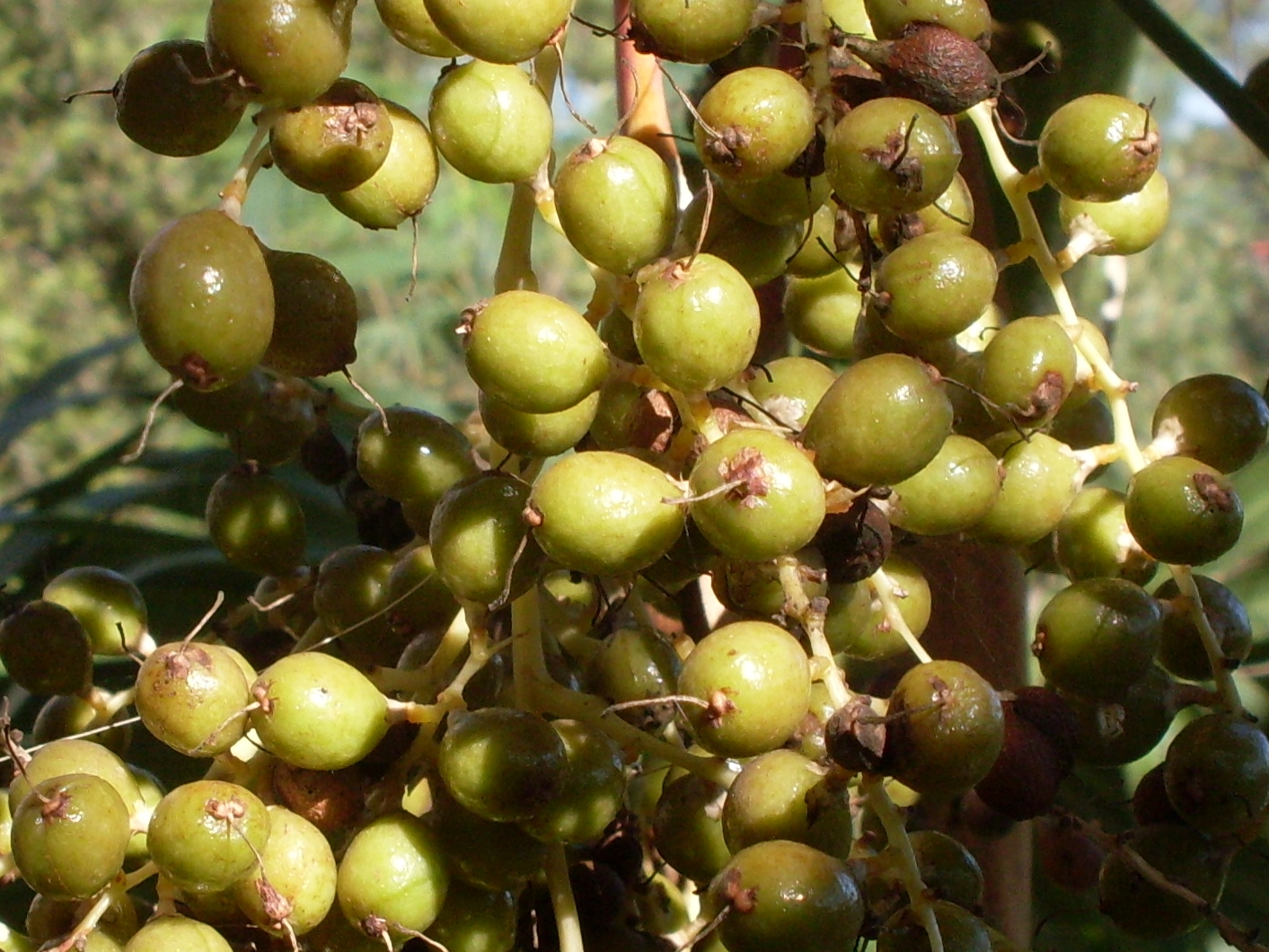
Plody washingtonie statné

## Rozšíření
Rod zahrnuje pouze 2 druhy a je rozšířen v pobřežních oblastech jihozápadu USA a severozápadu Mexika. Washingtonie vláknitá (W. filifera) se přirozeně vyskytuje v jihozápadních USA (Kalifornie, Nevada, Arizona) a na severozápadě Mexika (Baja California). Vyskytuje se na pouštních stanovištích (zejména v kaňonech a roklích, kde často tvoří početné skupiny) s vyšší a stálou hladinou spodní vody a prameništích v nadmořských výškách od 100 až do 1200 metrů.
Washingtonie statná (W. robusta) pochází ze severozápadního Mexika (Baja California, Sonora). Roste na podobných stanovištích jako předešlý druh. Zdomácněla i v některých jižních oblastech USA (Florida, Kalifornie).

## Taxonomie
Rod Washingtonia je v rámci systému palem řazen do podčeledi Coryphoideae a tribu Livistoneae. Nejblíže příbuzným rodem je podle výsledků molekulárních studií tichomořský rod Pritchardia.

## Zástupci
- washingtonie statná (Washingtonia robusta)
- washingtonie vláknitá (Washingtonia filifera)

## Význam

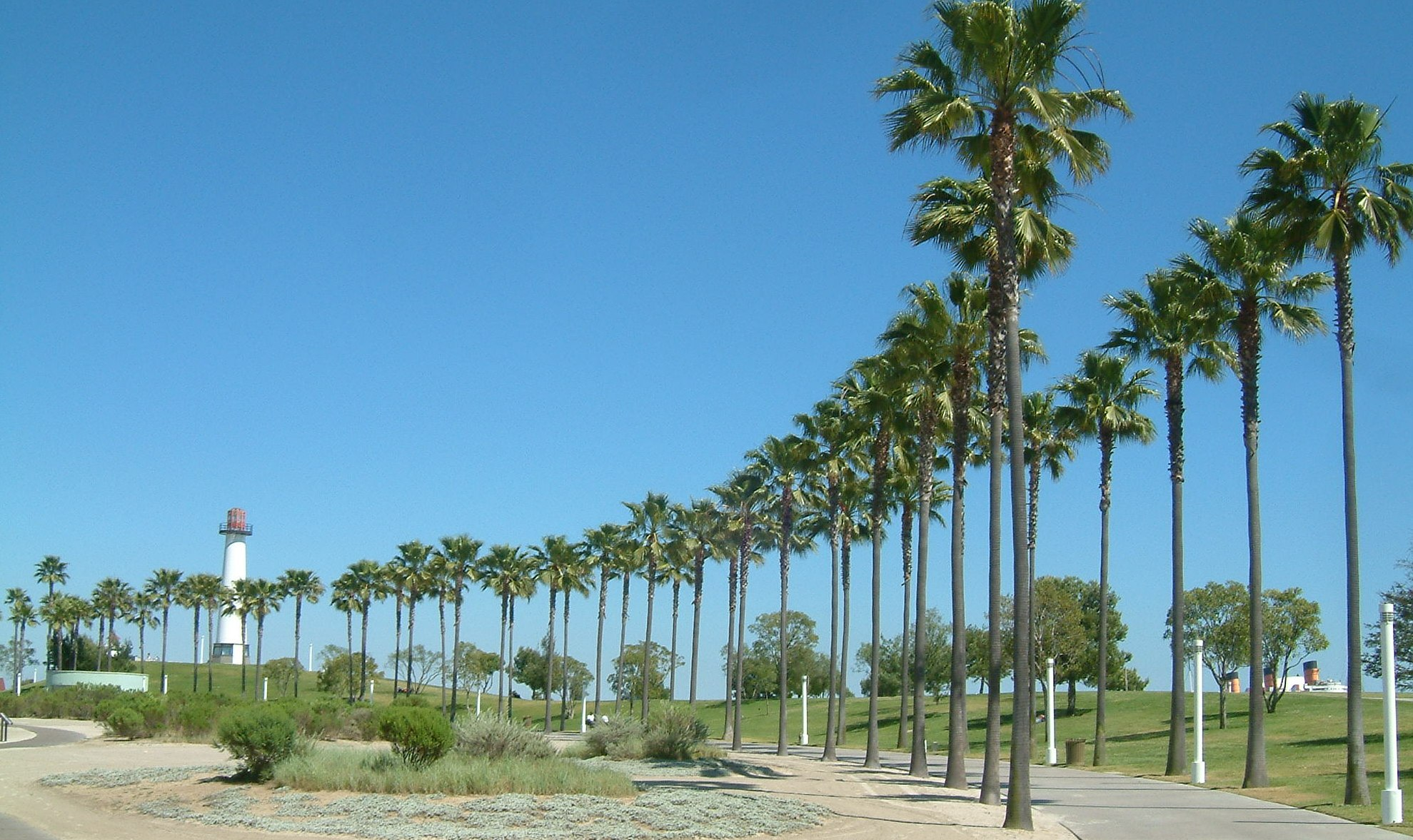
Alej washingtonie statné v Kalifornii

Washingtonie jsou oblíbené, impozantní a v teplých krajích často pěstované okrasné palmy. Nejlépe rostou v polosuchém klimatu, jsou však pěstovány od tropů až do teplejších oblastí mírného pásu a od přímořských oblastí do hor. Lze je pěstovat v zóně odolnosti 9 až 11. Washingtonie vláknitá je vůči zimě odolnější než druhý druh a snese mrazy až do -5 °C, krátkodobě i nižší. Washingtonie jsou často vysazovány ve městech do stromořadí. Bývají nabízeny i jako pokojové palmy, pro tento účel však vzhledem k rozměrům nejsou vhodné.